# Chusclan
Pour le vin, voir chusclan (AOC).
Chusclan [ʃysklɑ̃] est une commune française située dans le nord-est du département du Gard, en région Occitanie.
Exposée à un climat méditerranéen, elle est drainée par la Cèze, le Rhône et par un autre cours d'eau. La commune possède un patrimoine naturel remarquable : deux sites Natura 2000 (« la Cèze et ses gorges » et « le Rhône aval ») et quatre zones naturelles d'intérêt écologique, faunistique et floristique.
Chusclan est une commune rurale qui compte 975 habitants en 2022, après avoir connu une forte hausse de la population depuis 1962. Elle fait partie de l'aire d'attraction de Bagnols-sur-Cèze. Ses habitants 
sont appelés les Chusclanais ou  chusclanaises.

## Géographie
|                  | Vénéjan, Saint-Etienne-des-Sorts |                     |
| Bagnols-sur-Cèze | Chusclan                         | Piolenc Vaucluse    |
| Orsan            | Codolet                          | Caderousse Vaucluse |

### Climat
Pour des articles plus généraux, voir Climat de l'Occitanie et Climat du Gard.
En 2010, le climat de la commune est de type climat méditerranéen franc, selon une étude s'appuyant sur une série de données couvrant la période 1971-2000. En 2020, Météo-France publie une typologie des climats de la France métropolitaine dans laquelle la commune est exposée à un climat méditerranéen et est dans la région climatique Provence, Languedoc-Roussillon, caractérisée par une pluviométrie faible en été, un très bon ensoleillement (2 600 h/an), un été chaud (21,5 °C), un air très sec en été, sec en toutes saisons, des vents forts (fréquence de 40 à 50 % de vents > 5 m/s) et peu de brouillards.
Pour la période 1971-2000, la température annuelle moyenne est de 13,9 °C, avec une amplitude thermique annuelle de 17,8 °C. Le cumul annuel moyen de précipitations est de 772 mm, avec 5,8 jours de précipitations en janvier et 3,1 jours en juillet. Pour la période 1991-2020, la température moyenne annuelle observée sur la station météorologique installée sur la commune est de 15,3 °C et le cumul annuel moyen de précipitations est de 750,2 mm,. Pour l'avenir, les paramètres climatiques de la commune estimés pour 2050 selon différents scénarios d'émission de gaz à effet de serre sont consultables sur un site dédié publié par Météo-France en novembre 2022.
| Mois                                  | jan.          | fév.          | mars            | avril         | mai            | juin          | jui.           | août          | sep.           | oct.          | nov.          | déc.          | année     |
| ------------------------------------- | ------------- | ------------- | --------------- | ------------- | -------------- | ------------- | -------------- | ------------- | -------------- | ------------- | ------------- | ------------- | --------- |
| Température minimale moyenne (°C)     | 3,1           | 3,3           | 6               | 8,5           | 12,3           | 16            | 18,4           | 18,1          | 14,5           | 11,3          | 6,9           | 3,8           | 10,2      |
| Température moyenne (°C)              | 6,6           | 7,6           | 11,2            | 14,1          | 18,2           | 22,4          | 25,1           | 24,7          | 20,2           | 15,8          | 10,5          | 7,2           | 15,3      |
| Température maximale moyenne (°C)     | 10,1          | 11,9          | 16,4            | 19,7          | 24             | 28,7          | 31,7           | 31,3          | 25,9           | 20,4          | 14,1          | 10,5          | 20,4      |
| Record de froid (°C) date du record   | −7,8 02.01.02 | −7,2 05.02.12 | −7,7 02.03.05   | 0 14.04.1998  | 3,9 06.05.1991 | 8,4 13.06.19  | 9,9 01.07.1991 | 10,6 23.08.07 | 6,2 29.09.1993 | 1 30.10.12    | −5,4 28.11.05 | −6,7 21.12.09 | −7,8 2002 |
| Record de chaleur (°C) date du record | 20,9 10.01.15 | 24,3 24.02.20 | 27,3 18.03.1997 | 31,1 29.04.05 | 35,5 31.05.01  | 41,6 28.06.19 | 40,2 24.07.19  | 43,1 12.08.03 | 36 17.09.19    | 31,2 03.10.11 | 23,4 13.11.18 | 18,6 18.12.19 | 43,1 2003 |
| Précipitations (mm)                   | 63,3          | 37,8          | 45,2            | 64,1          | 57,7           | 38            | 32,8           | 48,2          | 102,4          | 100,5         | 107,2         | 53            | 750,2     |

### Milieux naturels et biodiversité

#### Réseau Natura 2000

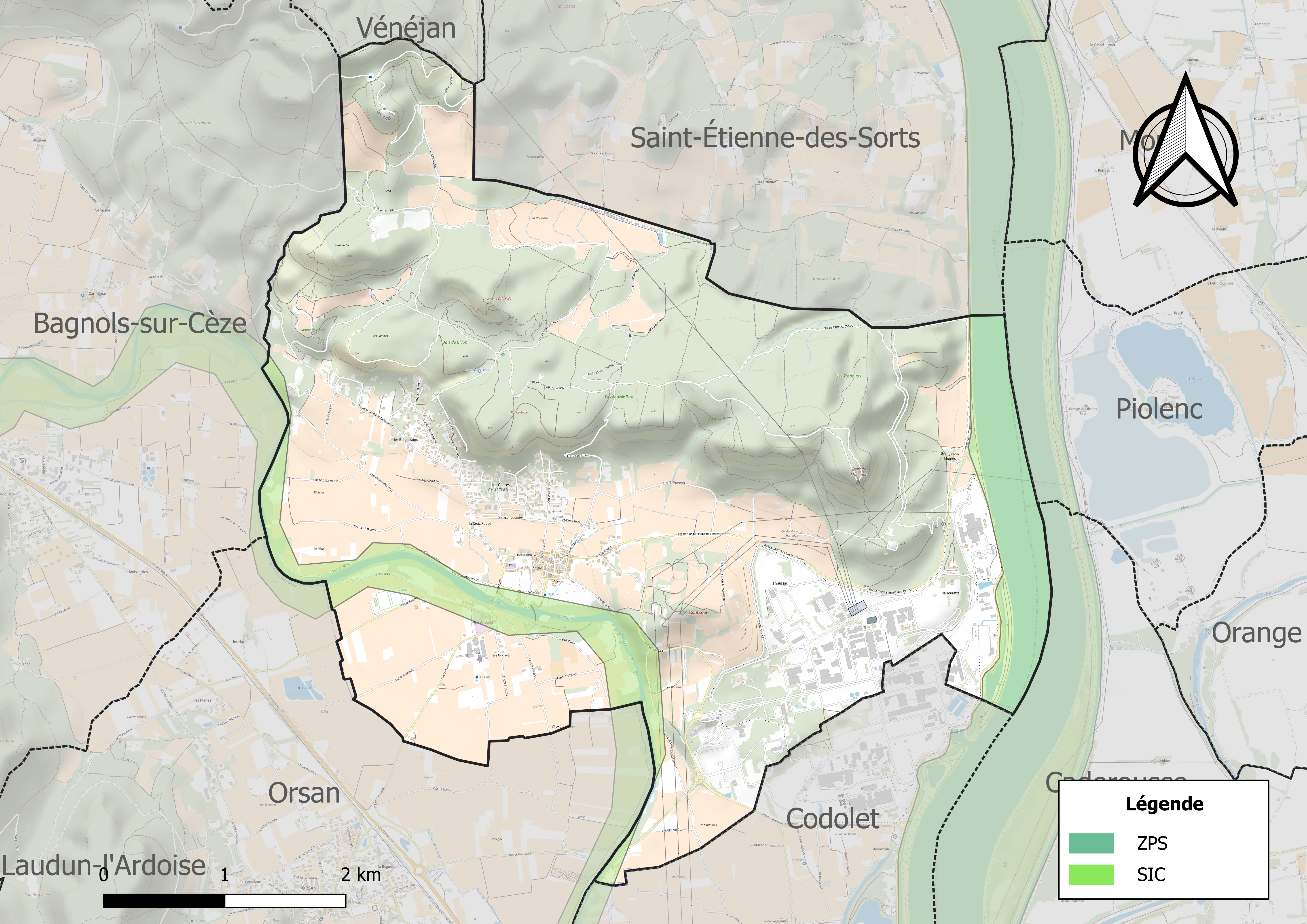
Sites Natura 2000 sur le territoire communal.

Le réseau Natura 2000 est un réseau écologique européen de sites naturels d'intérêt écologique élaboré à partir des directives habitats et oiseaux, constitué de zones spéciales de conservation (ZSC) et de zones de protection spéciale (ZPS).
Deux sites Natura 2000 ont été définis sur la commune au titre de la directive habitats :
- « le Rhône aval », d'une superficie de 12 579 ha[8] ;
- « la Cèze et ses gorges », d'une superficie de 3 550 ha, un territoire dont les principaux habitats naturels sont des formations méditerranéennes (Asplenion, Quercion ilicis) dans les gorges, avec notamment des descentes remarquables d'espèces montagnardes[9].

#### Zones naturelles d'intérêt écologique, faunistique et floristique
L’inventaire des zones naturelles d'intérêt écologique, faunistique et floristique (ZNIEFF) a pour objectif de réaliser une couverture des zones les plus intéressantes sur le plan écologique, essentiellement dans la perspective d’améliorer la connaissance du patrimoine naturel national et de fournir aux différents décideurs un outil d’aide à la prise en compte de l’environnement dans l’aménagement du territoire.
Une ZNIEFF de type 1 est recensée sur la commune :
la « rivière de la Cèze entre Bagnol-sur-Cèze et Chusclan » (97 ha), couvrant 3 communes du département et trois ZNIEFF de type 2, : 
- « le Rhône » (3 202 ha), couvrant 27 communes dont 2 dans l'Ardèche, 1 dans les Bouches-du-Rhône, 12 dans le Gard et 12 dans le Vaucluse[12] ;
- « le Rhône et ses canaux » (3 879 ha), couvrant 15 communes du département[13] ;
- la « vallée aval de la Cèze » (532 ha), couvrant 14 communes du département[14].

Carte des ZNIEFF de type 1 et 2 à Chusclan.
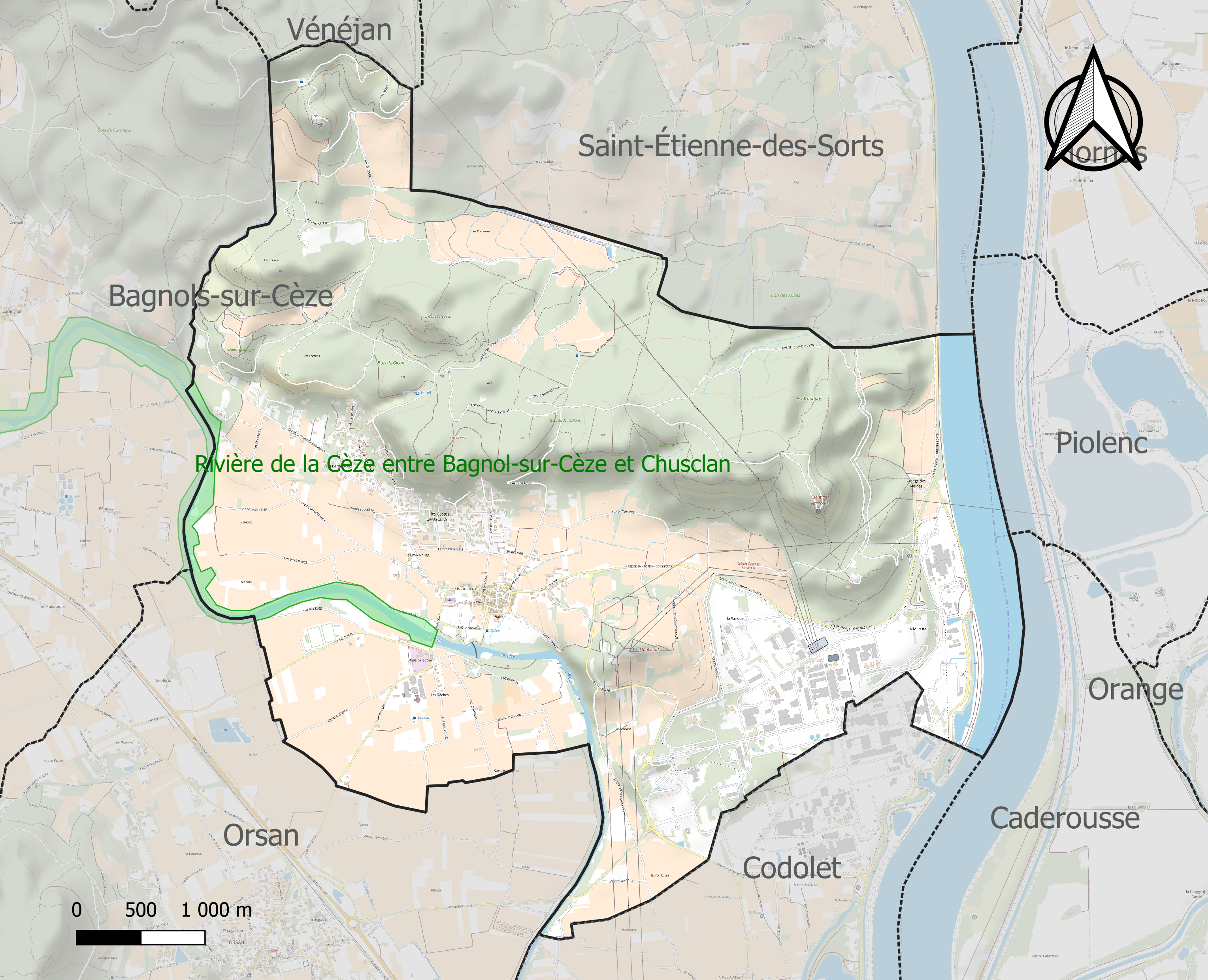
Carte de la ZNIEFF de type 1 sur la commune.
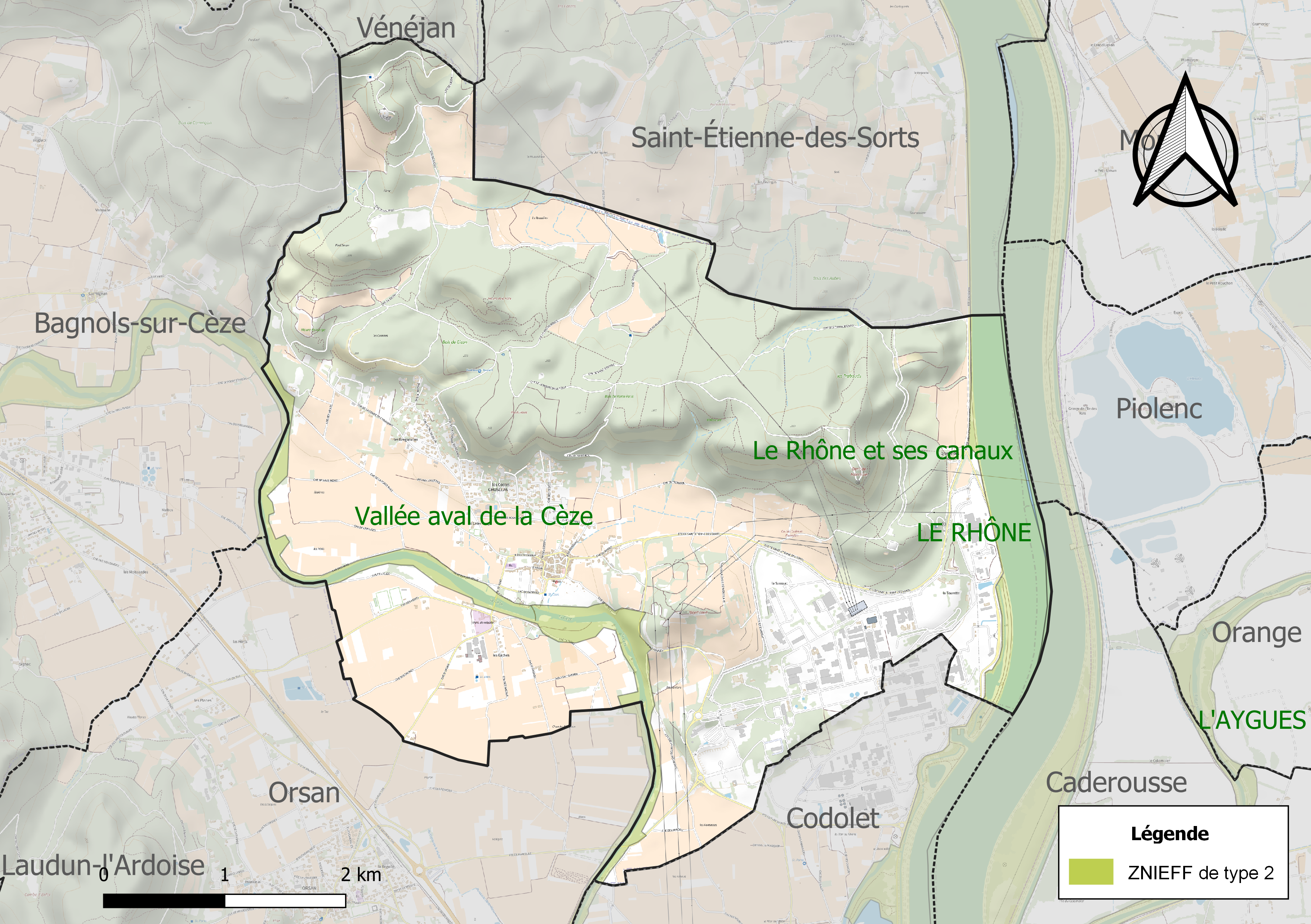
Carte des ZNIEFF de type 2 sur la commune.

## Urbanisme

### Typologie
Au 1er janvier 2024, Chusclan est catégorisée commune rurale à habitat dispersé, selon la nouvelle grille communale de densité à sept niveaux définie par l'Insee en 2022.
Elle est située hors unité urbaine. Par ailleurs la commune fait partie de l'aire d'attraction de Bagnols-sur-Cèze, dont elle est une commune de la couronne,. Cette aire, qui regroupe 30 communes, est catégorisée dans les aires de moins de 50 000 habitants,.

### Occupation des sols
L'occupation des sols de la commune, telle qu'elle ressort de la base de données européenne d’occupation biophysique des sols Corine Land Cover (CLC), est marquée par l'importance des forêts et milieux semi-naturels (44,1 % en 2018), une proportion identique à celle de 1990 (44,1 %). La répartition détaillée en 2018 est la suivante : 
cultures permanentes (39,3 %), forêts (39,2 %), zones industrielles ou commerciales et réseaux de communication (9,2 %), milieux à végétation arbustive et/ou herbacée (4,9 %), eaux continentales (3,7 %), zones urbanisées (3,6 %). L'évolution de l’occupation des sols de la commune et de ses infrastructures peut être observée sur les différentes représentations cartographiques du territoire : la carte de Cassini (XVIIIe siècle), la carte d'état-major (1820-1866) et les cartes ou photos aériennes de l'IGN pour la période actuelle (1950 à aujourd'hui).

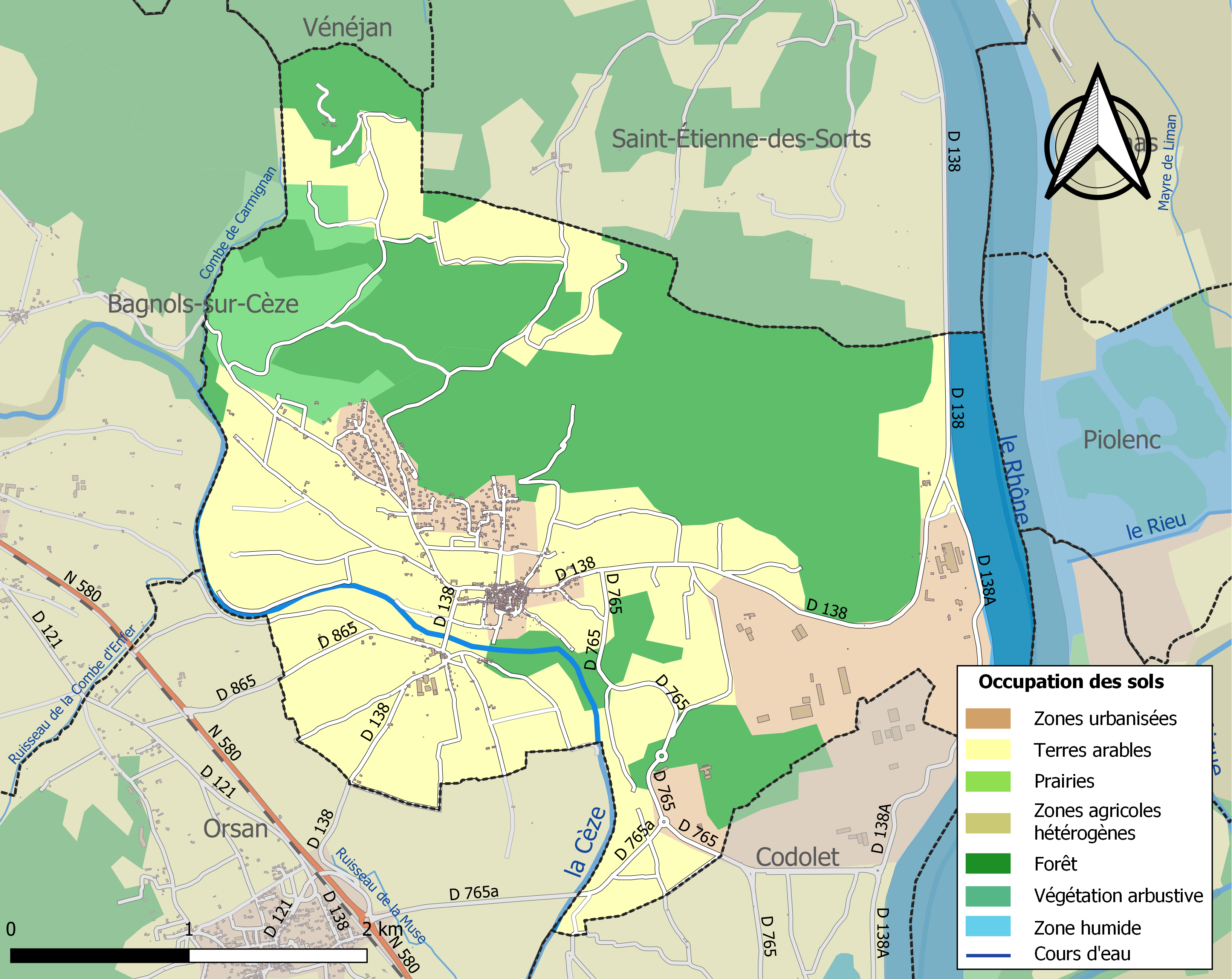
Carte des infrastructures et de l'occupation des sols de la commune en 2018 (CLC).

### Risques majeurs
Le territoire de la commune de Chusclan est vulnérable à différents aléas naturels : météorologiques (tempête, orage, neige, grand froid, canicule ou sécheresse), inondations, feux de forêts et séisme (sismicité modérée). Il est également exposé à trois risques technologiques, le transport de matières dangereuses et la rupture d'un barrage et le risque nucléaire. Un site publié par le BRGM permet d'évaluer simplement et rapidement les risques d'un bien localisé soit par son adresse soit par le numéro de sa parcelle.

#### Risques naturels
La commune fait partie du territoire à risques importants d'inondation (TRI) d'Avignon – plaine du Tricastin – Basse vallée de la Durance, regroupant 90 communes du bassin de vie d'Avignon, Orange et de la basse vallée de la Durance, un des 31 TRI qui ont été arrêtés fin 2012 sur le bassin Rhône-Méditerranée. Il a été retenu au regard des risques de débordements du Rhône, de la Durance, de la Cèze, du Lez (84), de l'Ardèche, de l'Eygues, du Rieu (Foyro), de la Meyne, de l'Ouvèze, des Sorgues, des rivières du Sud-Ouest du mont Ventoux, de la Nesque, du Calavon et de l'Èze. Les crues récentes significatives sont celles d'octobre 1993 (Rhône-Lez), de janvier et novembre 1994 (Rhône, Durance, Calavon, Ouvèze), de décembre 1997, de  novembre 2000, de mai 2008 (Durance), de décembre 2003 (Rhône, Calavon), de septembre 1992 (Ouvèze), de septembre 2002 et de 2003 (Aygue, Rieu Foyro), de septembre 1958, de septembre 1992 (Ardèche), de septembre 1993 (Èze). Des cartes des surfaces inondables ont été établies pour trois scénarios : fréquent (crue de temps de retour de 10 ans à 30 ans), moyen (temps de retour de 100 ans à 300 ans) et extrême (temps de retour de l'ordre de 1 000 ans, qui met en défaut tout système de protection),. La commune a été reconnue en état de catastrophe naturelle au titre des dommages causés par les inondations et coulées de boue survenues en 1982, 1990, 1994, 2002 et 2003,.

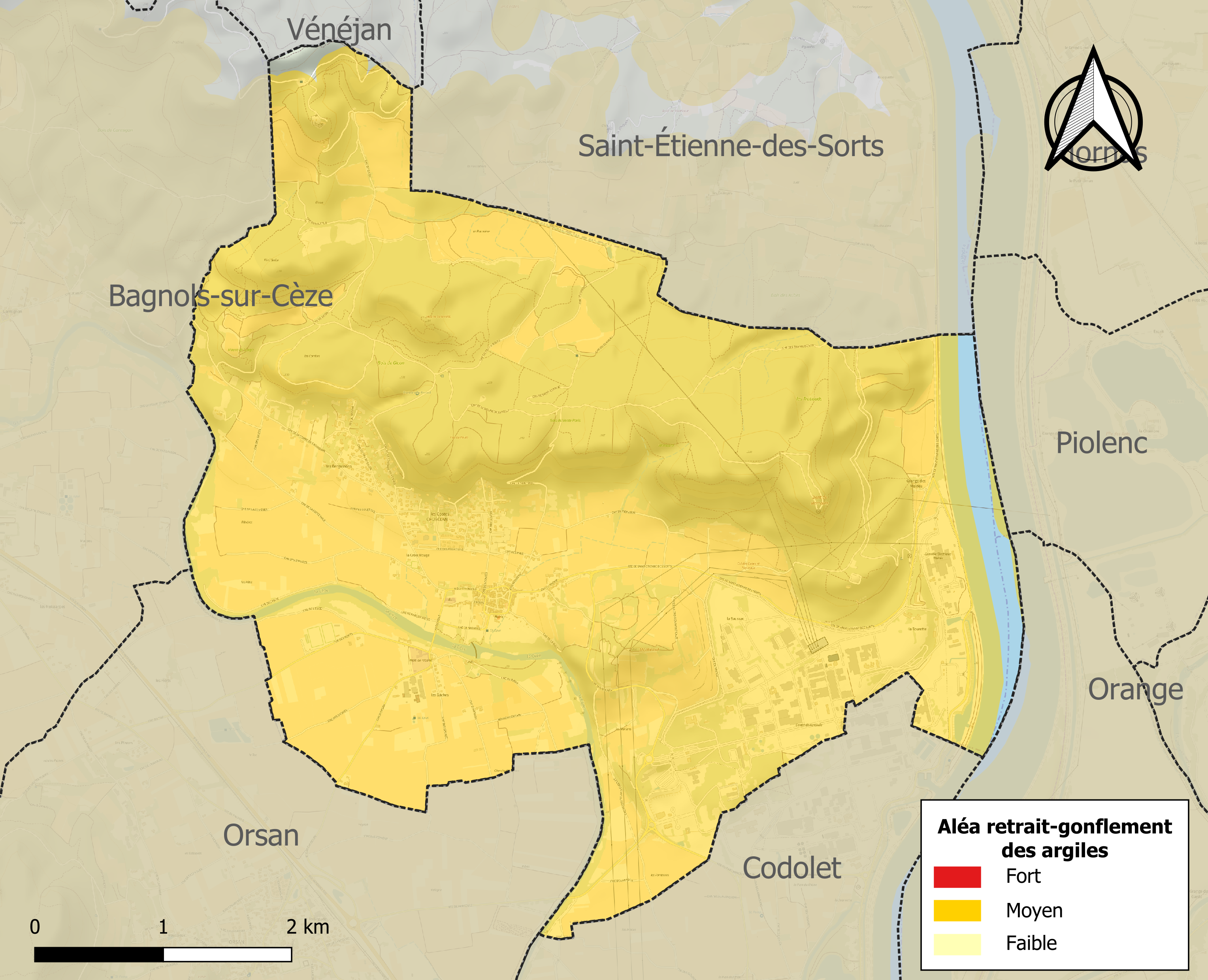
Carte des zones d'aléa retrait-gonflement des sols argileux de Chusclan.

Le retrait-gonflement des sols argileux est susceptible d'engendrer des dommages importants aux bâtiments en cas d’alternance de périodes de sécheresse et de pluie. 98,2 % de la superficie communale est en aléa moyen ou fort (67,5 % au niveau départemental et 48,5 % au niveau national). Sur les 420 bâtiments dénombrés sur la commune en 2019, 420 sont en aléa moyen ou fort, soit 100 %, à comparer aux 90 % au niveau départemental et 54 % au niveau national. Une cartographie de l'exposition du territoire national au retrait gonflement des sols argileux est disponible sur le site du BRGM,.
Par ailleurs, afin de mieux appréhender le risque d’affaissement de terrain, l'inventaire national des cavités souterraines permet de localiser celles situées sur la commune.

#### Risques technologiques
Le risque de transport de matières dangereuses sur la commune est lié à sa traversée par des infrastructures routières ou ferroviaires importantes ou la présence d'une canalisation de transport d'hydrocarbures. Un accident se produisant sur de telles infrastructures est en effet susceptible d’avoir des effets graves au bâti ou aux personnes jusqu’à 350 m, selon la nature du matériau transporté. Des dispositions d’urbanisme peuvent être préconisées en conséquence.
La commune est en outre située en aval du barrage de Sénéchas, un ouvrage de classe A doté d'un PPI. À ce titre elle est susceptible d’être touchée par l’onde de submersion consécutive à la rupture de cet ouvrage.
En cas d’accident grave, certaines installations nucléaires sont susceptibles de rejeter dans l’atmosphère de l’iode radioactif. La commune étant située dans le périmètre de sûreté autour de la centrale nucléaire de Tricastin et du site nucléaire de Marcoule, elle est exposée au risque nucléaire. À ce titre les habitants de la commune ont bénéficié, à titre préventif, d'une distribution de comprimés d’iode stable dont l’ingestion avant rejet radioactif permet de pallier les effets sur la thyroïde d’une exposition à de l’iode radioactif. En cas d'incident ou d'accident nucléaire, des consignes de confinement ou d'évacuation peuvent être données et les habitants peuvent être amenés à ingérer, sur ordre du préfet, les comprimés d'iode.

## Toponymie
Selon certains chercheurs Chusclan viendrait de caousclan = tribu des Caous qui y aurait habité aux temps préhistoriques.
D'autres disent que Gaulois et Romains ont laissé 3 autres origines : 
- Chausclan = chaumes clan - réunion de chaumières ;
- Hensclan = tribu d'un dieu gaulois ;
- Chusclanum ou Genesiacum pouvant s'appliquer à un lieu de culte à Jupiter tant à Chusclan qu'à Gicon qualifié aussi de Jucundus (forteresse agréable) ;
- à moins qu'il ne désigne le propriétaire de la villa gallo-romaine du lieu.

Occitan Chusclan, du roman Chuzclan, Cheizclan, du bas latin Chausclanum, Genescanicus.

## Histoire

### Antiquité
Le village fut habité très tôt, on y a retrouvé des épées datant de l'âge du bronze, des bracelets et un tumulus. Le peuple gaulois habitant la région était les Volques Arécomiques.

### Moyen Âge
Arrivés près de la vallée du Rhône, au début de 1382, les Tuchins campèrent dans les gorges de la Cèze où ils furent rejoints par des nobles dont Régis de Saint-Michel-d'Euzet, Étienne Augier, dit Ferragut du Pin, Vachon de Pont-Saint-Esprit et Verchère de Vénéjan qui prirent leur tête. Ils s’emparèrent alors de Cavillargues, Chusclan et Tresques, avant de piller les châteaux de Sabran, La Roque-sur-Cèze, Saint-Laurent-des-Arbres et Cornillon. Dans ce dernier château se trouvait le trésor de Clément VI. Son neveu, Guillaume III Roger de Beaufort, alors Lieutenant des armes du Sénéchal de Beaucaire, organisa la répression. En septembre 1382, il recruta des mercenaires et fit venir une compagnie d’arbelètiers d’Avignon. Ses troupes cantonnées à Bagnols-sur-Cèze attaquèrent alors Cornillon. Dirigées par Gantonnet d'Abzac, Commandant du Saint-Père pour le Païs de Saint-Esprit, elles semèrent la terreur. Guillaume III fit ensuite intervenir son capitaine des gardes de Bagnols, Jean Coq. Ce dernier réussit à pacifier le pays en expulsant les chefs du Tuchinat. Ce qui permit de signer la paix en février 1383.

## Politique et administration

### Liste des maires
| Période                                  | Période | Identité         | Étiquette | Qualité              |
| ---------------------------------------- | ------- | ---------------- | --------- | -------------------- |
| Les données manquantes sont à compléter. |         |                  |           |                      |
| 1992                                     | 2001    | Ludovic Labeaume |           |                      |
| 2001                                     | 2020    | Louis Chinieu    | DVD       | Agriculteur retraité |

### Jumelages
Il existe depuis 2009 un partenariat de coopération (éducation et santé) entre Chusclan et quelques villages du département de Pissila au Burkina Faso dont principalement Diassa, Goéya et Kiemna-Yarcé.

## Population et société

### Démographie
L'évolution du nombre d'habitants est connue à travers les recensements de la population effectués dans la commune depuis 1793. Pour les communes de moins de 10 000 habitants, une enquête de recensement portant sur toute la population est réalisée tous les cinq ans, les populations de référence des années intermédiaires étant quant à elles estimées par interpolation ou extrapolation. Pour la commune, le premier recensement exhaustif entrant dans le cadre du nouveau dispositif a été réalisé en 2007.

En 2022, la commune comptait 975 habitants, en évolution de −0,61 % par rapport à 2016 (Gard : +2,97 %, France hors Mayotte : +2,11 %).
| 1793 | 1800 | 1806 | 1821 | 1831 | 1836 | 1841 | 1846 | 1851 |
| ---- | ---- | ---- | ---- | ---- | ---- | ---- | ---- | ---- |
| 670  | 651  | 670  | 734  | 782  | 743  | 706  | 739  | 799  |

| 1856 | 1861 | 1866 | 1872 | 1876 | 1881 | 1886 | 1891 | 1896 |
| ---- | ---- | ---- | ---- | ---- | ---- | ---- | ---- | ---- |
| 770  | 739  | 744  | 704  | 678  | 639  | 606  | 575  | 554  |

| 1901 | 1906 | 1911 | 1921 | 1926 | 1931 | 1936 | 1946 | 1954 |
| ---- | ---- | ---- | ---- | ---- | ---- | ---- | ---- | ---- |
| 485  | 481  | 458  | 444  | 490  | 512  | 510  | 532  | 525  |

| 1962 | 1968 | 1975 | 1982 | 1990 | 1999 | 2006 | 2007 | 2012 |
| ---- | ---- | ---- | ---- | ---- | ---- | ---- | ---- | ---- |
| 576  | 616  | 668  | 809  | 941  | 908  | 959  | 967  | 978  |

| 2017 | 2022 | - | - | - | - | - | - | - |
| ---- | ---- | - | - | - | - | - | - | - |
| 967  | 975  | - | - | - | - | - | - | - |

## Économie

### Revenus
En 2018  (données Insee publiées en septembre 2021), la commune compte 415 ménages fiscaux, regroupant 935 personnes. La médiane du revenu disponible par unité de consommation est de 23 940 € (20 020 € dans le département).

### Emploi
|                | 2008   | 2013  | 2018  |
| -------------- | ------ | ----- | ----- |
| Commune        | 6,2 %  | 7,8 % | 8,8 % |
| Département    | 10,6 % | 12 %  | 12 %  |
| France entière | 8,3 %  | 10 %  | 10 %  |

En 2018, la population âgée de 15 à 64 ans s'élève à 592 personnes, parmi lesquelles on compte 77,5 % d'actifs (68,7 % ayant un emploi et 8,8 % de chômeurs) et 22,5 % d'inactifs,. Depuis 2008, le taux de chômage communal (au sens du recensement) des 15-64 ans est inférieur à celui de la France et du département.
La commune fait partie de la couronne de l'aire d'attraction de Bagnols-sur-Cèze, du fait qu'au moins 15 % des actifs travaillent dans le pôle,. Elle compte 2 579 emplois en 2018, contre 2 424 en 2013 et 2 780 en 2008. Le nombre d'actifs ayant un emploi résidant dans la commune est de 411, soit un indicateur de concentration d'emploi de 628,1 % et un taux d'activité parmi les 15 ans ou plus de 55,7 %.
Sur ces 411 actifs de 15 ans ou plus ayant un emploi, 146 travaillent dans la commune, soit 36 % des habitants. Pour se rendre au travail, 91,2 % des habitants utilisent un véhicule personnel ou de fonction à quatre roues, 1,7 % les transports en commun, 4,3 % s'y rendent en deux-roues, à vélo ou à pied et 2,7 % n'ont pas besoin de transport (travail au domicile).

### Activités hors agriculture

#### Secteurs d'activités
78 établissements sont implantés  à Chusclan au 31 décembre 2019. Le tableau ci-dessous en détaille le nombre par secteur d'activité et compare les ratios avec ceux du département,.
| Secteur d'activité                                                                                        | Commune | Commune | Département |
| Secteur d'activité                                                                                        | Nombre  | %       | %           |
| --- | ------- | ------- | ----------- |
| Ensemble                                                                                                  | 78      |         |             |
| Industrie manufacturière, industries extractives et autres                                                | 13      | 16,7 %  | (7,9 %)     |
| Construction                                                                                              | 8       | 10,3 %  | (15,5 %)    |
| Commerce de gros et de détail, transports, hébergement et restauration                                    | 20      | 25,6 %  | (30 %)      |
| Activités immobilières                                                                                    | 1       | 1,3 %   | (4,1 %)     |
| Activités spécialisées, scientifiques et techniques et activités de services administratifs et de soutien | 15      | 19,2 %  | (14,9 %)    |
| Administration publique, enseignement, santé humaine et action sociale                                    | 11      | 14,1 %  | (13,5 %)    |
| Autres activités de services                                                                              | 10      | 12,8 %  | (8,8 %)     |

Le secteur du commerce de gros et de détail, des transports, de l'hébergement et de la restauration est prépondérant sur la commune puisqu'il représente 25,6 % du nombre total d'établissements de la commune (20 sur les 78 entreprises implantées  à Chusclan), contre 30 % au niveau départemental.

#### Entreprises et commerces
Les deux entreprises ayant leur siège social sur le territoire communal qui génèrent le plus de chiffre d'affaires en 2020 sont : 
- Alliance Rhone, commerce de gros (commerce interentreprises) de boissons (7 216 k€)
- Gribus, fabrication d'instrumentation scientifique et technique (85 k€)

### Agriculture
La commune est dans la vallée du Rhône, une petite région agricole occupant la frange est du département du Gard. En 2020, l'orientation technico-économique de l'agriculture  sur la commune est la viticulture.
|               | 1988 | 2000 | 2010 | 2020 |
| ------------- | ---- | ---- | ---- | ---- |
| Exploitations | 58   | 41   | 41   | 26   |
| SAU (ha)      | 705  | 737  | 657  | 372  |

Le nombre d'exploitations agricoles en activité et ayant leur siège dans la commune est passé de 58 lors du recensement agricole de 1988  à 41 en 2000 puis à 41 en 2010 et enfin à 26 en 2020, soit une baisse de 55 % en 32 ans. Le même mouvement est observé à l'échelle du département qui a perdu pendant cette période 61 % de ses exploitations,. La surface agricole utilisée sur la commune a également diminué, passant de 705 ha en 1988 à 372 ha en 2020. Parallèlement la surface agricole utilisée moyenne par exploitation a augmenté, passant de 12 à 14 ha.

#### Produits du terroir
Chusclan est une commune célèbre pour ses vins, classés Côtes-du-rhône villages (AOC), Chusclan faisant partie du vignoble de la vallée du Rhône. Son vignoble produit le Chusclan (AOC).

## Culture locale et patrimoine

### Édifices civils
- Le château de Gicon qui domine le village.
- Le logis seigneurial du XIIe siècle avec tours de garde et donjon central.

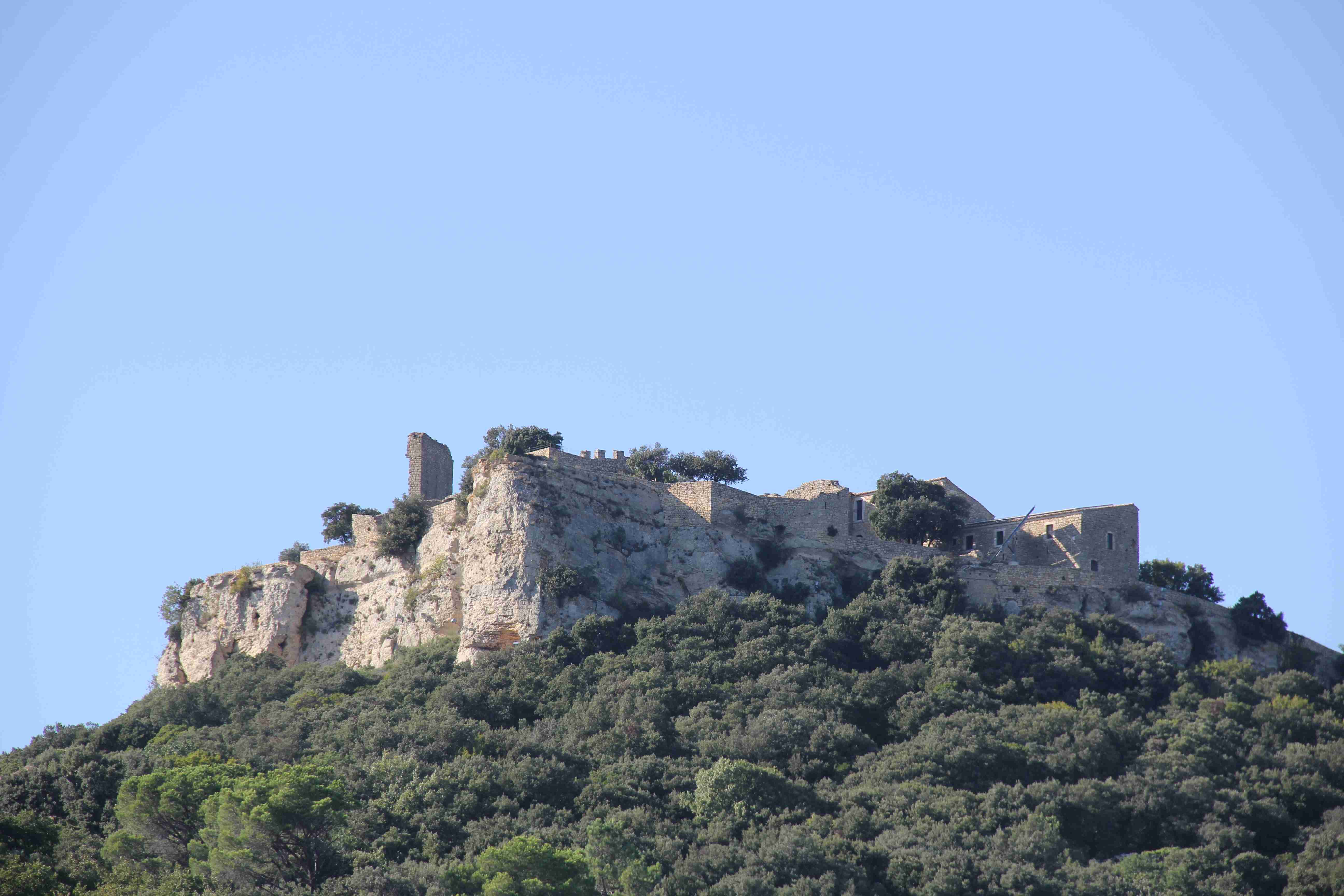
Château de Gicon.
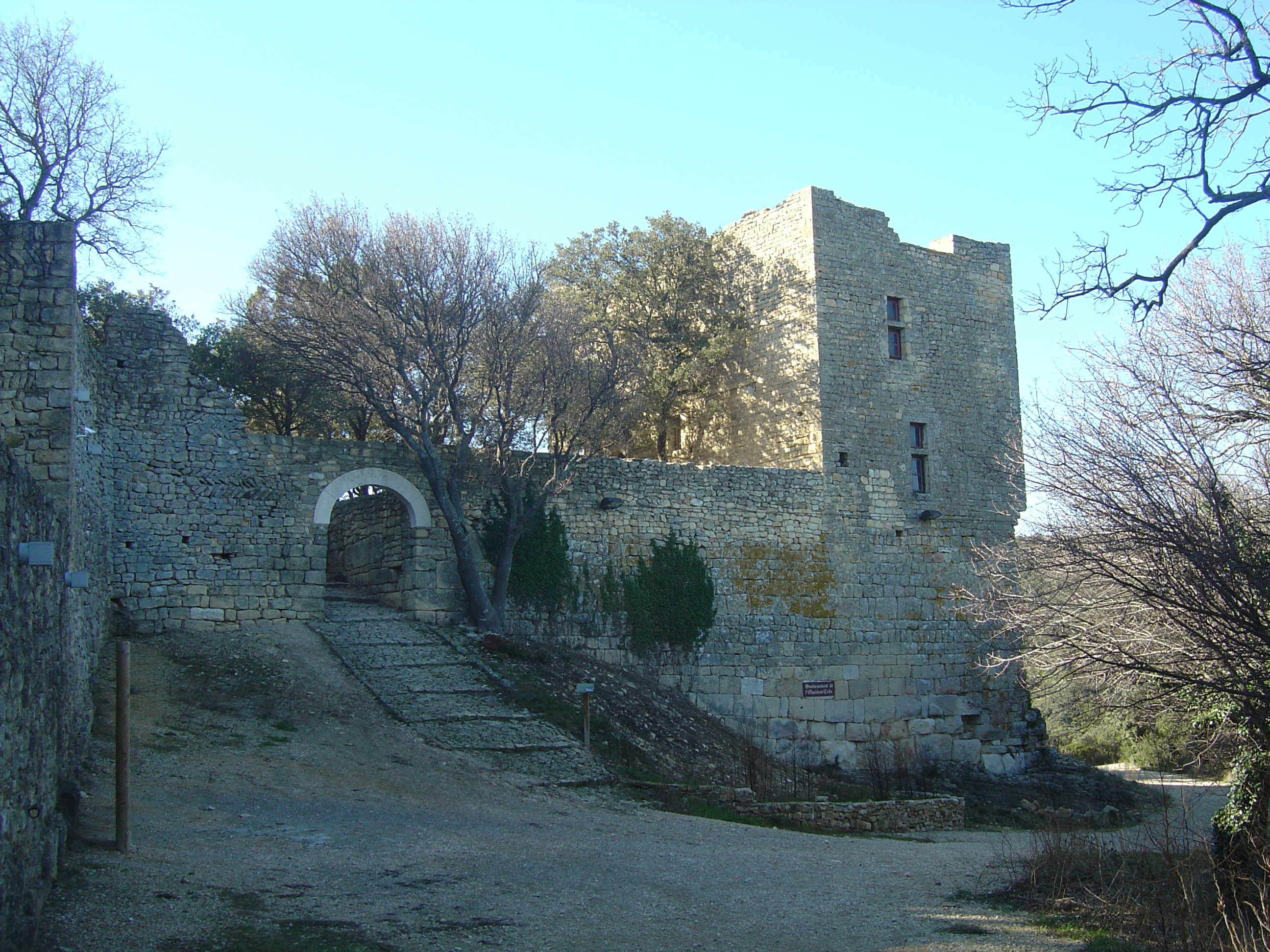
Entrée du château de Gicon.

### Édifices religieux
- La chapelle Sainte-Madeleine de Gicon, église romane du XIe siècle, rattachée à la chartreuse de Valbonne au XVe siècle.
- L'église Saint-Julien de Chusclan. Prieuré Saint-Julien et Saint-Emétery (vitraux et orgue), fondé par les bénédictins en 945.

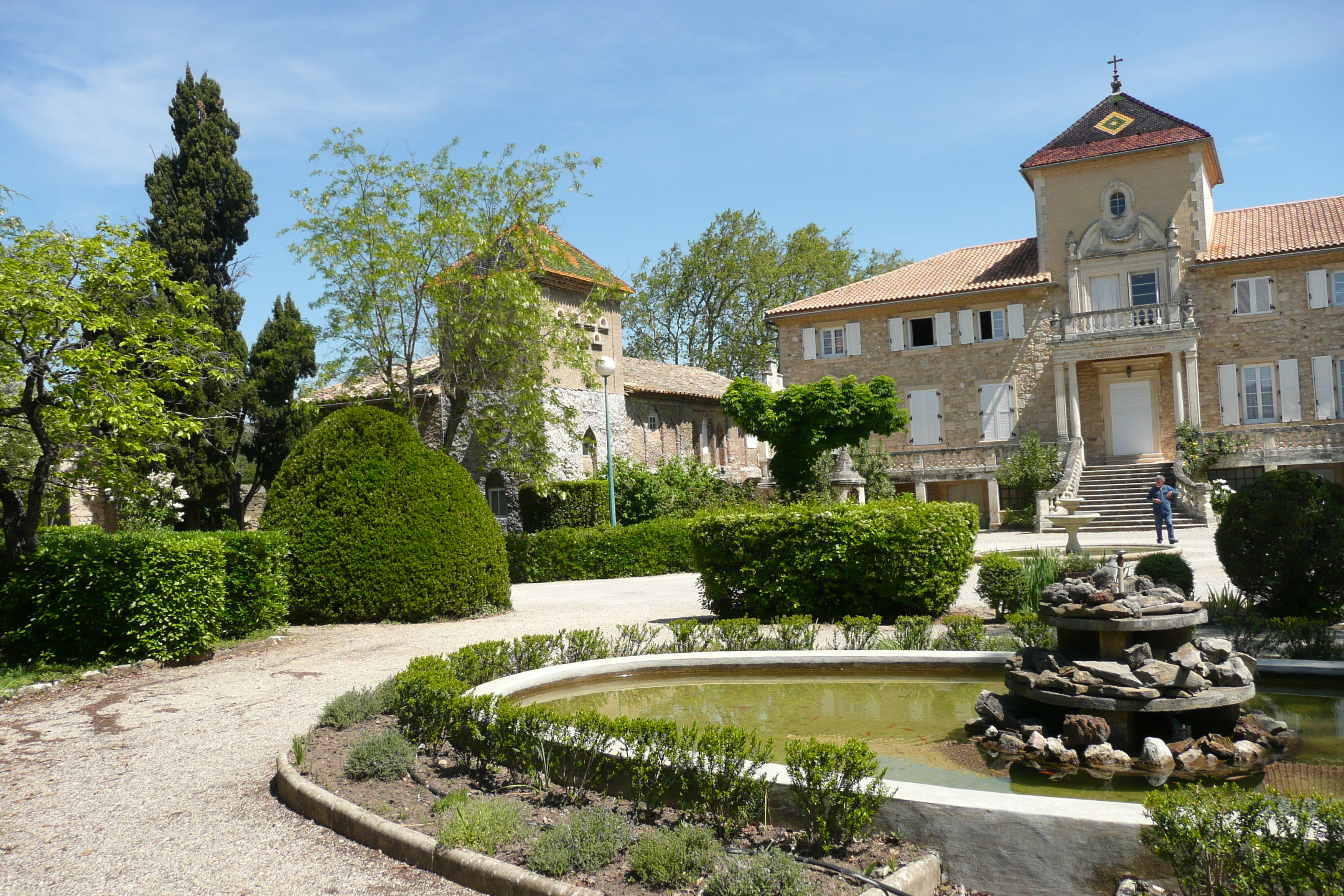
Couvent.
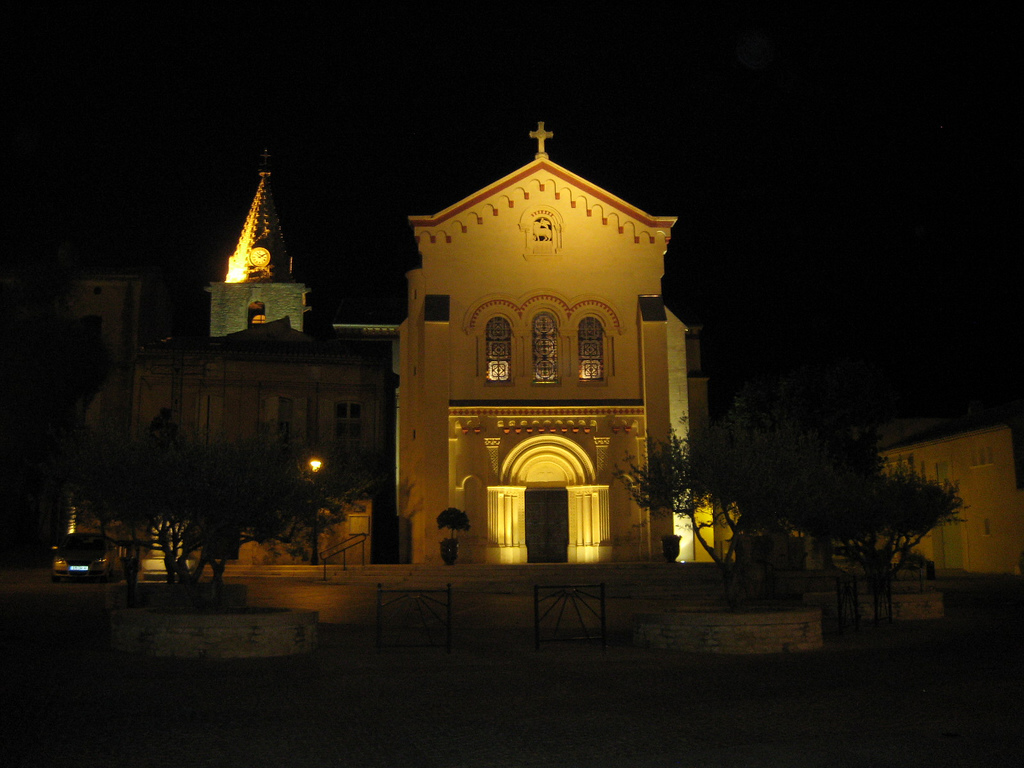
Église Saint-Julien et Saint-Emétery.
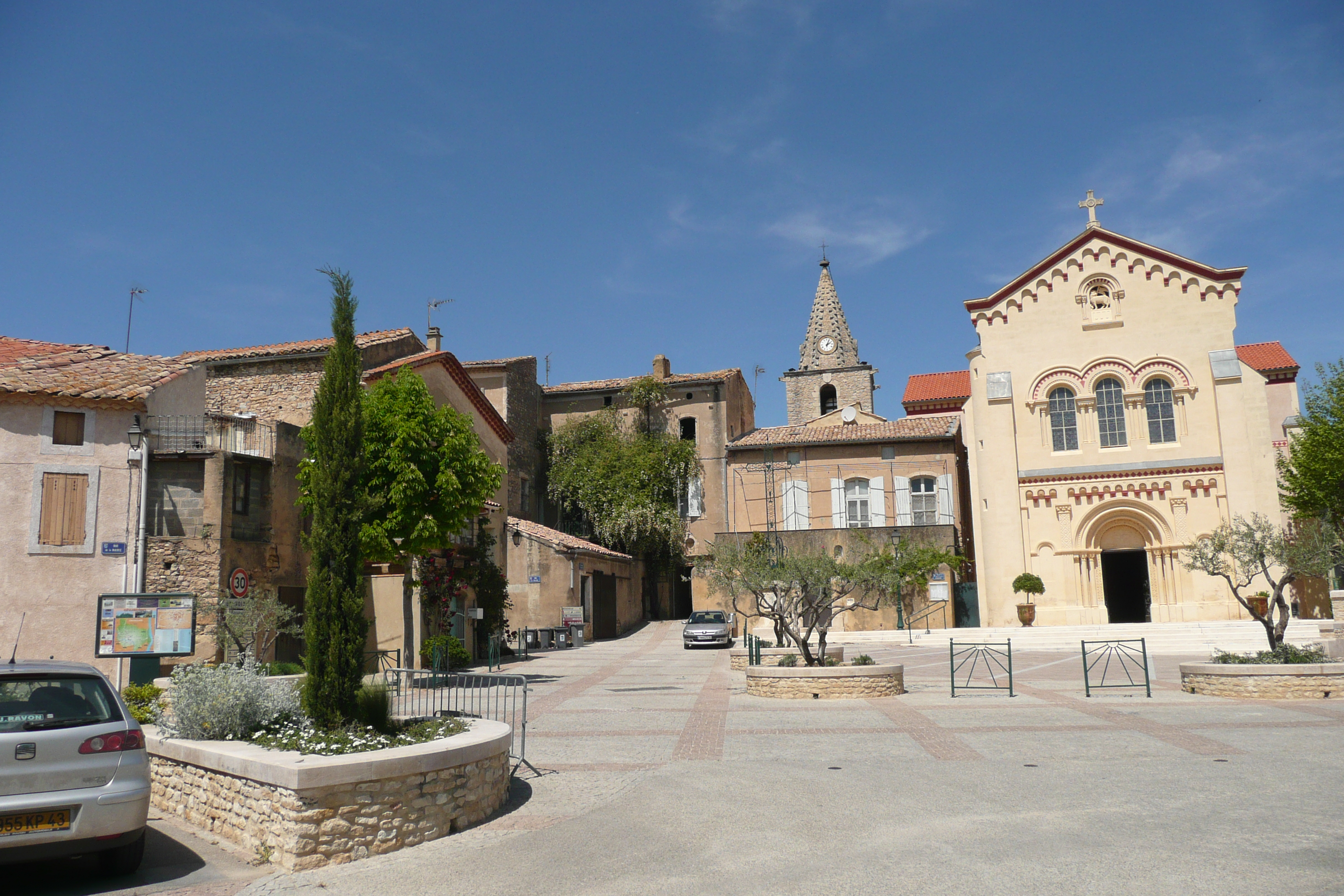
Église Saint-Julien

### Personnalités liées à la commune
- Jacques Bridaine, missionnaire et prédicateur (1701-1767)
- Pierre Augustin de Chazelles (1732-1807) 1er comte de Chusclan, fut président du conseil supérieur à Nîmes, sa descendance porteront tous le titre de comte de Chusclan, famille originaire de cette ville par sa femme.
- Monseigneur Alexis-Basile-Alexandre Menjaud (1791-1861) fut évêque de Nancy de 1844 à 1859, et archevêque de Bourges de 1859 à 1861.
- Marc GUÊTRÉ ( 1958 - ) auteur  scientifique arrière petit fils d'Ernestine Beeler de Busingen, Comte de Genève y  réside.

## Héraldique
| Blason de Chusclan | Blason  | D'azur, à la barre losangée d'argent et de sable. |
| Blason de Chusclan | Détails | Le statut officiel du blason reste à déterminer.  |